# 긴모음근
긴모음근(adductor longus muscle) 또는 장내전근(長內轉筋)은 넓적다리의 골격근으로 엉덩관절 모음근 중 하나이다. 주로 넓적다리를 모으는 작용을 하며 폐쇄신경이 지배한다. 넙다리삼각의 안쪽 벽을 이룬다.

## 구조
긴모음근은 두덩뼈능선 아래쪽, 두덩결합 가쪽의 두덩뼈몸통에서 시작된다.
큰모음근보다 앞쪽에 위치하며 넙다리뼈 가까이에서는 짧은모음근이 긴모음근과 큰모음근 사이에 위치한다. 먼쪽에서는 긴모음근의 섬유가 모음근굴 안까지 뻗는다.
긴모음근의 닿는곳은 거친선의 안쪽 선 중간 1/3이다.

### 신경 분포
넙다리안쪽칸의 다른 근육들과 마찬가지로 폐쇄신경 앞가지(가끔 뒤가지)가 분포한다. 폐쇄신경은 L2, L3, L4의 앞가지를 통해 갈라져 나온다.

### 위치 관계
긴모음근의 앞쪽 표면 근처에는 넙다리근막의 두덩부분이, 닿는곳 근처에는 넙다리동맥과 넙다리정맥이 있다.
뒤쪽 표면에는 짧은모음근, 큰모음근, 폐쇄동맥 앞가지, 폐쇄정맥, 폐쇄신경이 있으며 닿는곳 근처에는 깊은넙다리동맥과 넙다리정맥이 지나간다.
가쪽 경계에는 두덩근이, 안쪽 경계에는 두덩정강근이 위치한다.

## 작용
주된 작용은 넓적다리의 모음과 가쪽돌림이며, 약간의 굽힘도 일으킬 수 있다.

## 발생
L2, L3, L4 척수신경뿌리의 근판에서 유래한다.

## 추가 이미지

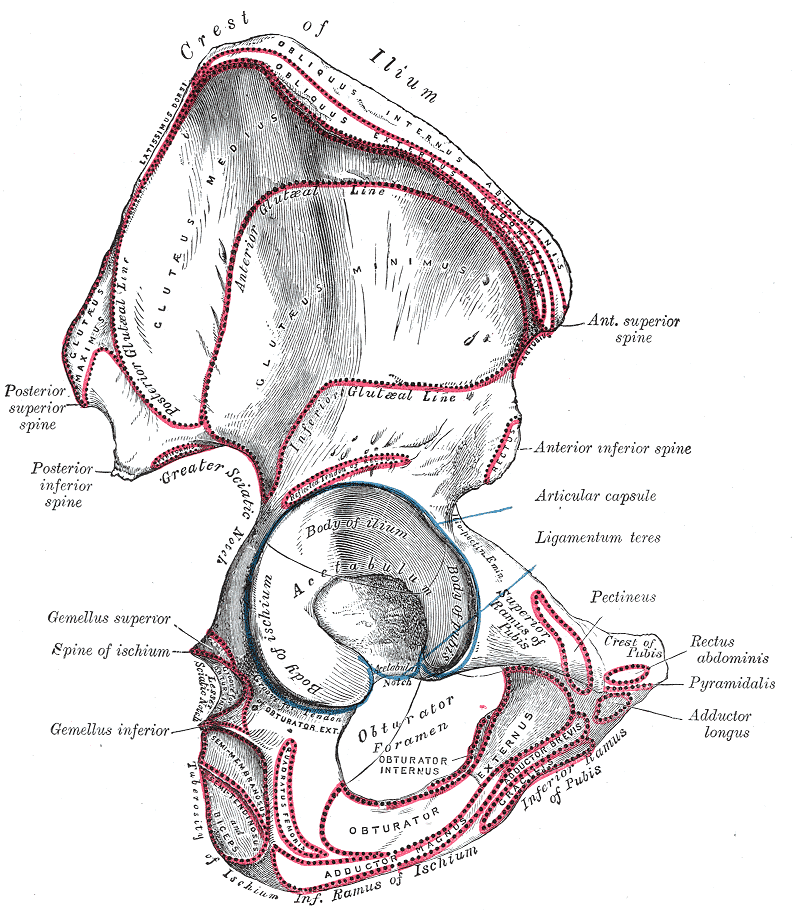
오른쪽 골반뼈 바깥쪽 표면
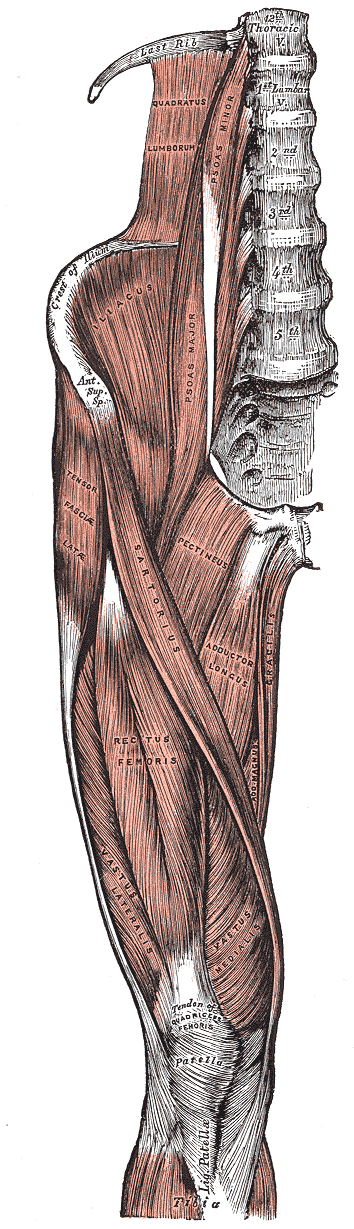
볼기와 넓적다리 앞쪽의 근육들
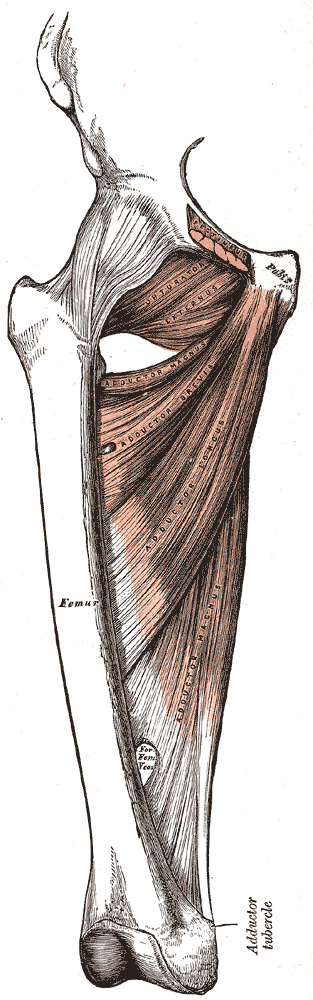
넓적다리 안쪽 깊은층의 근육들
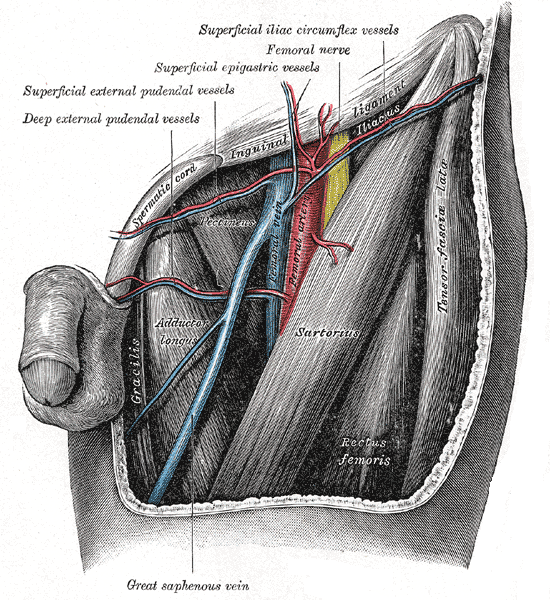
왼쪽 넙다리삼각
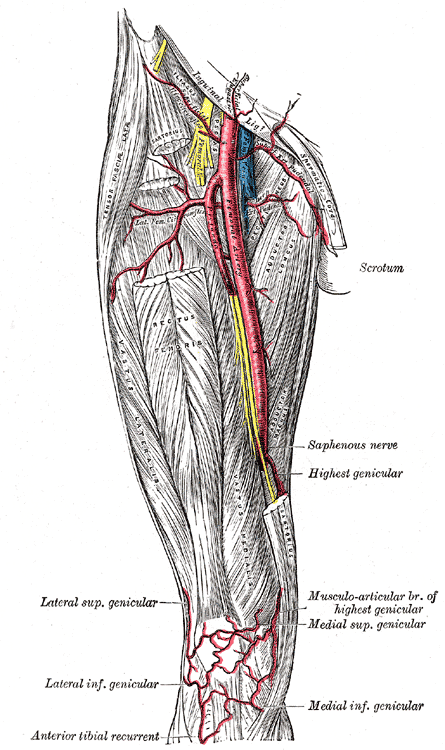
넙다리동맥
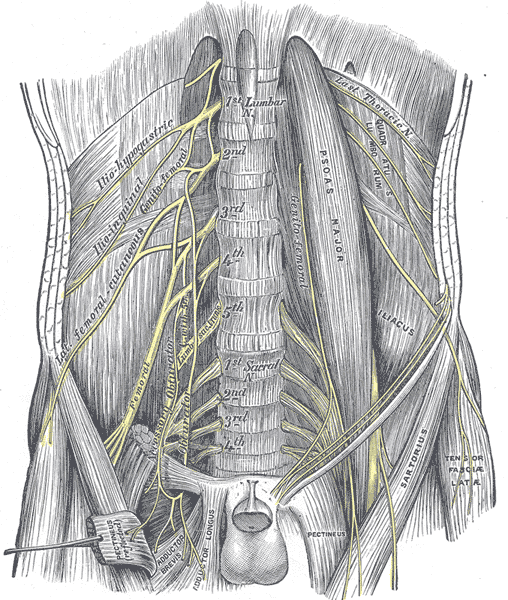
허리신경얼기와 그 가지들
넓적다리의 단면
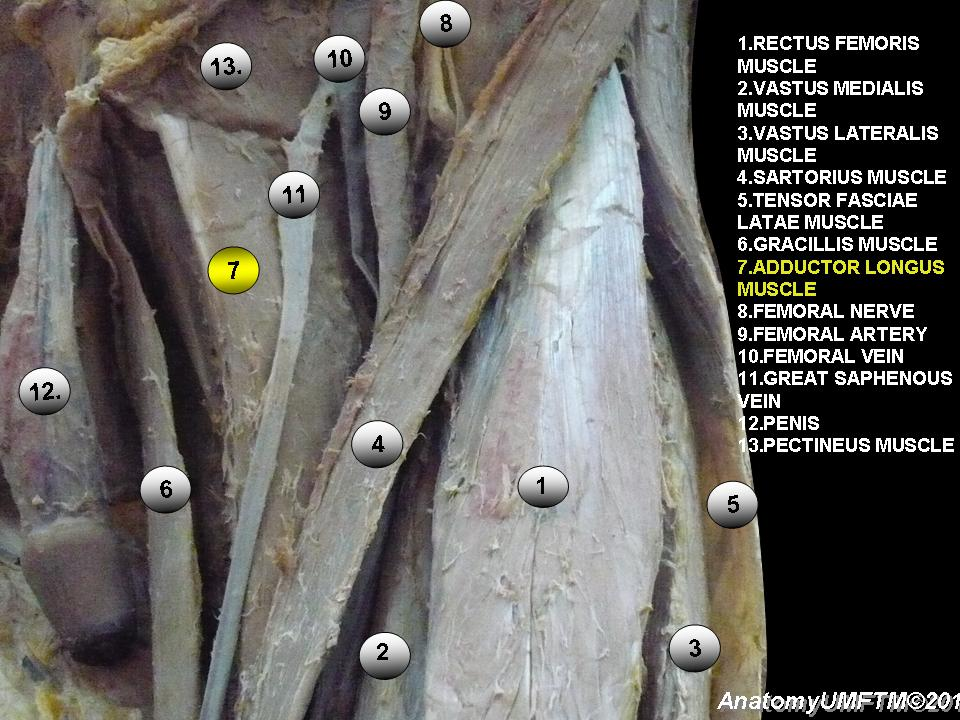
긴모음근
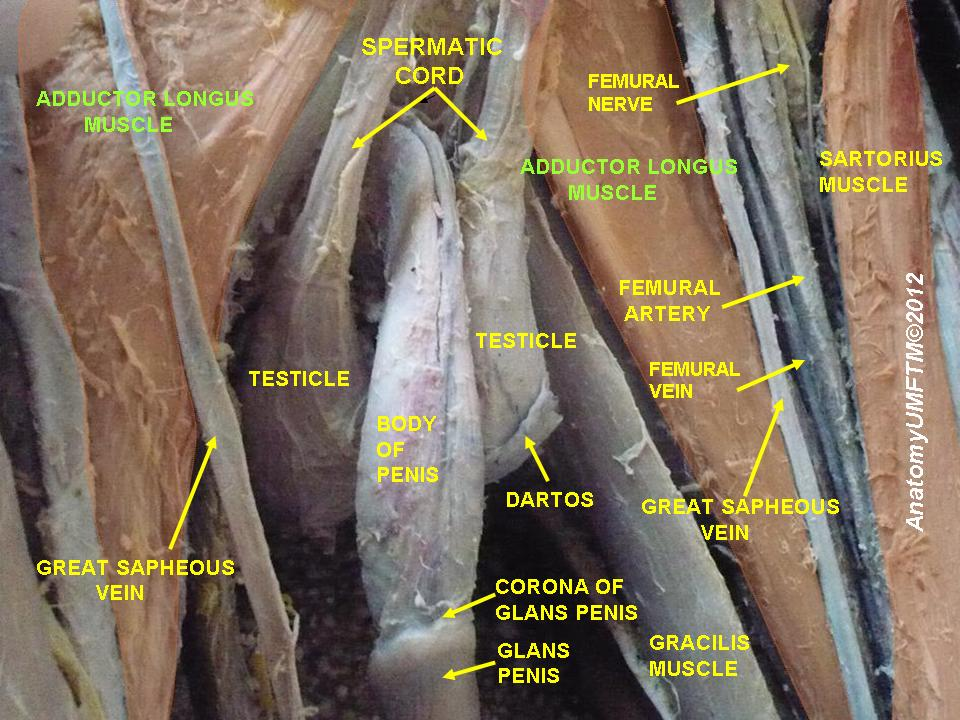
긴모음근
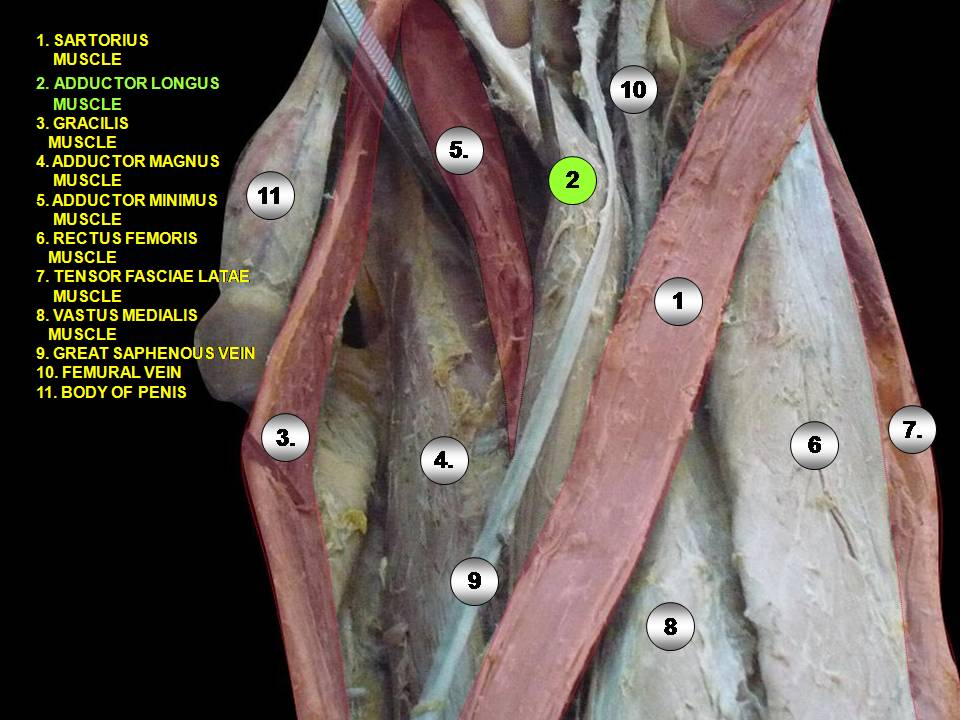
긴모음근
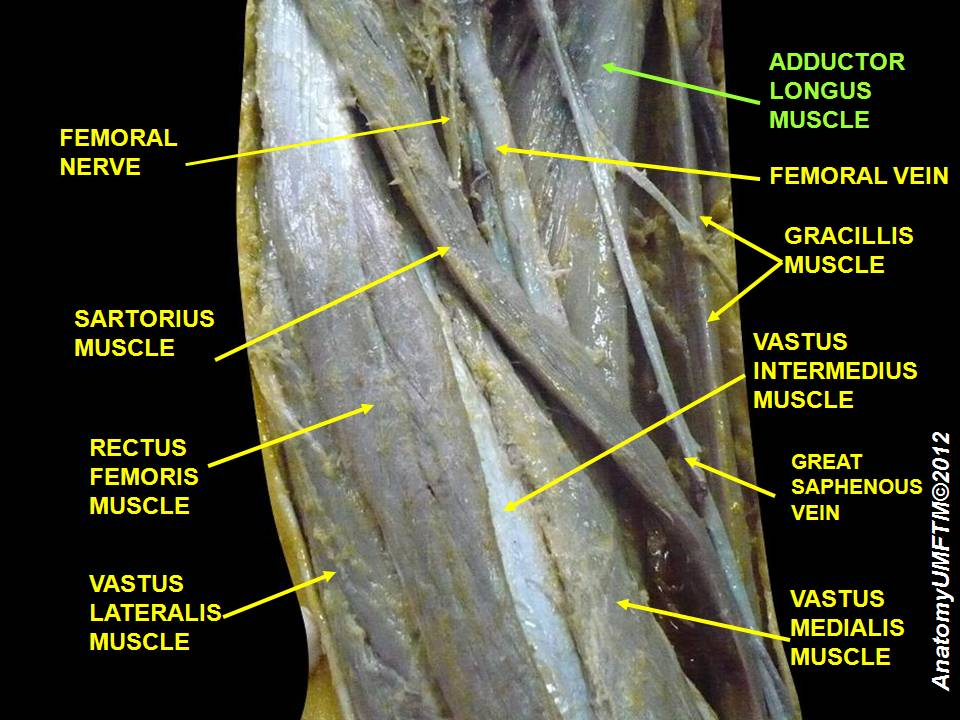
긴모음근
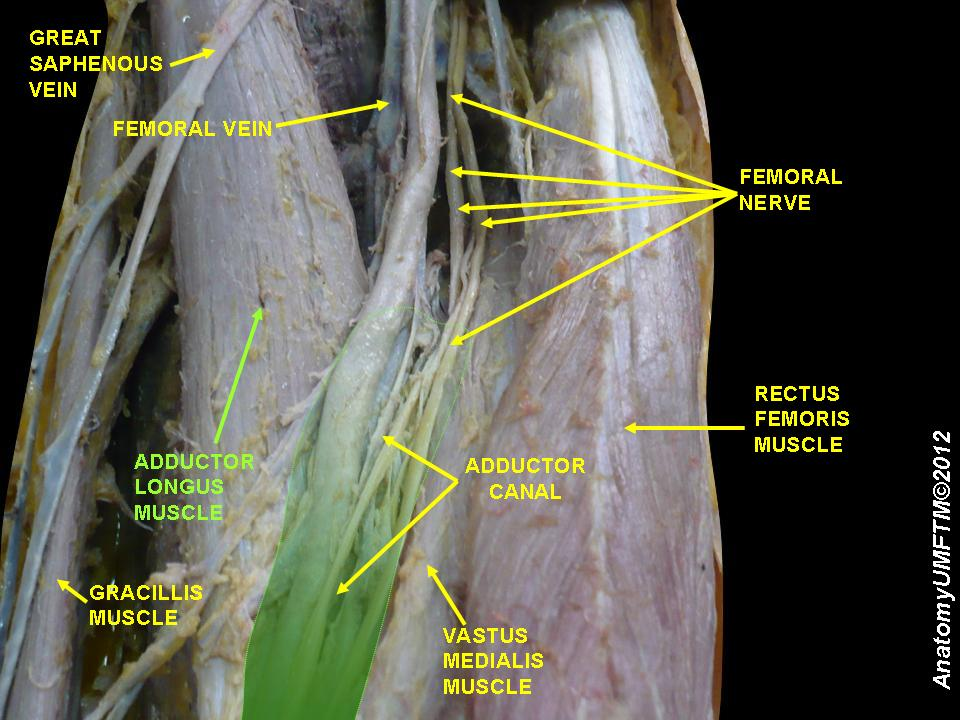
긴모음근
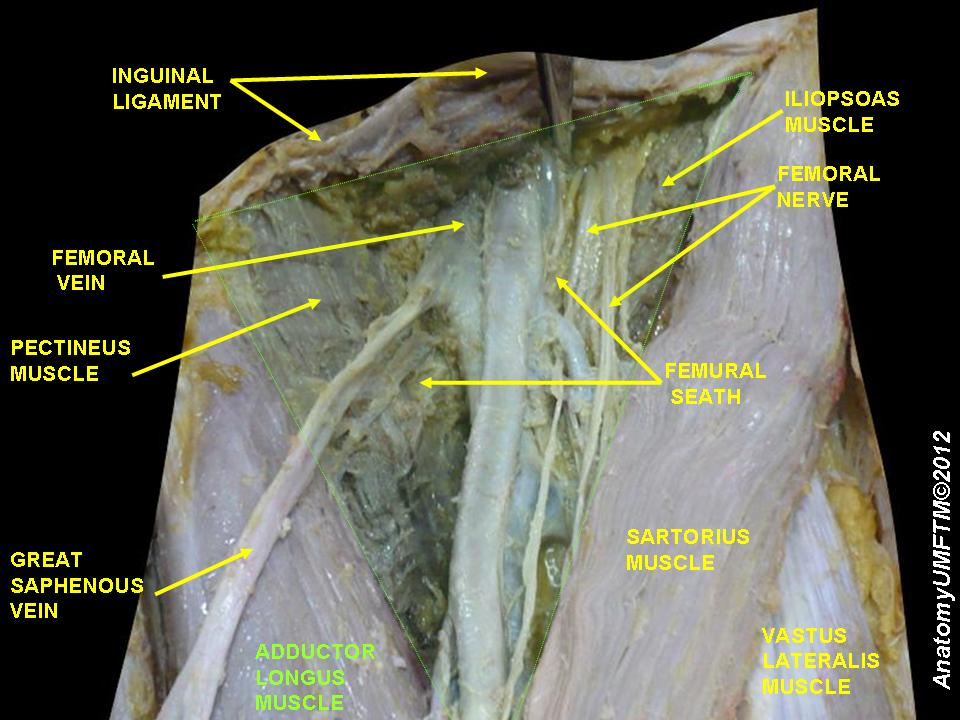
긴모음근
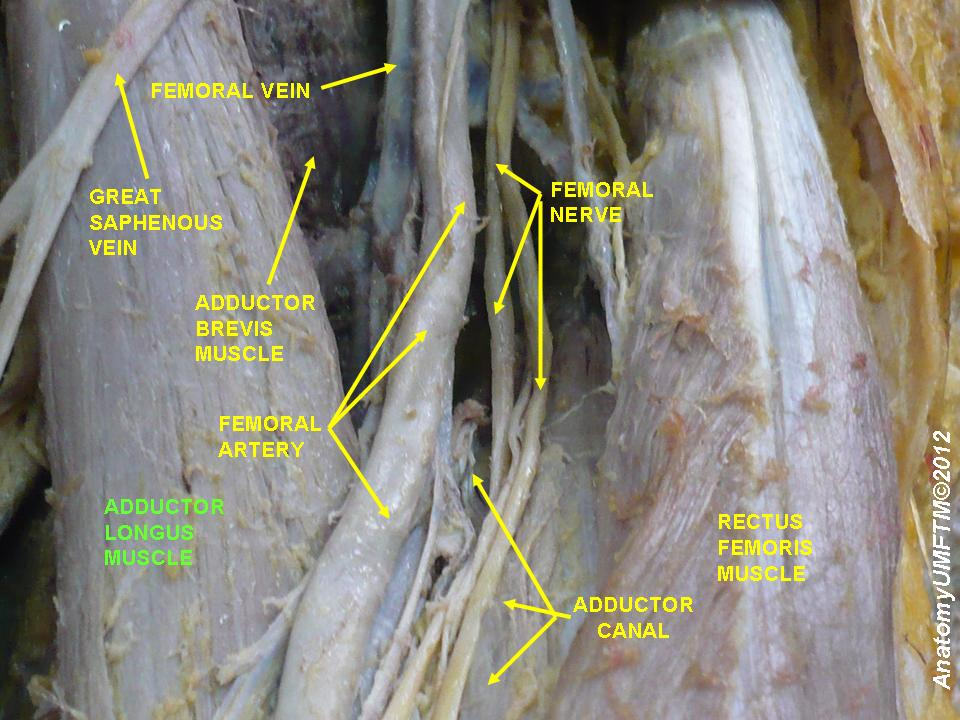
긴모음근
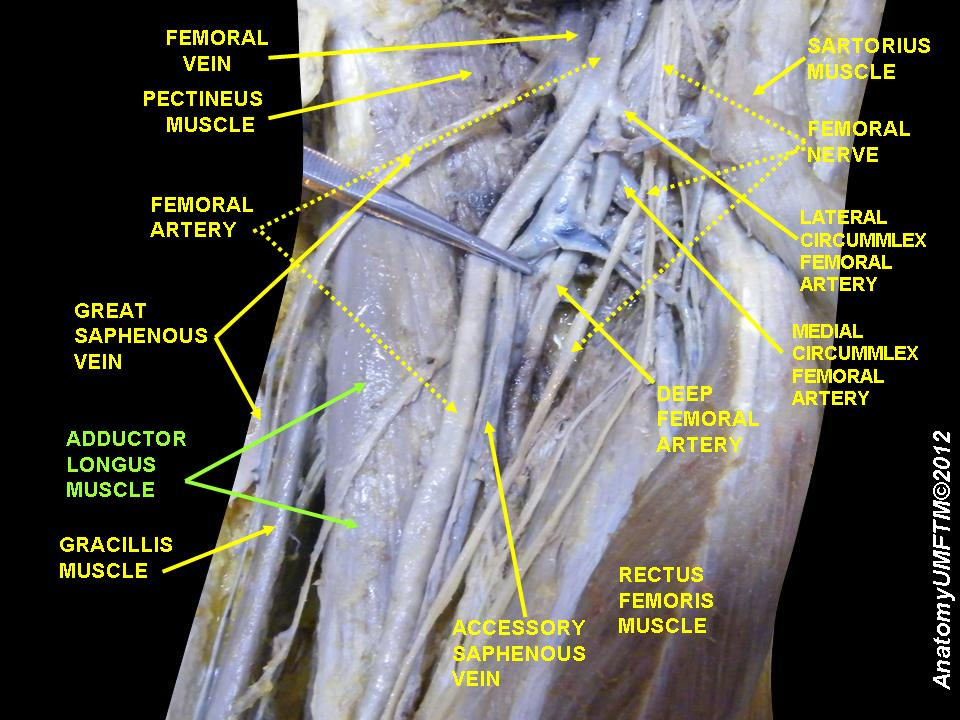
긴모음근
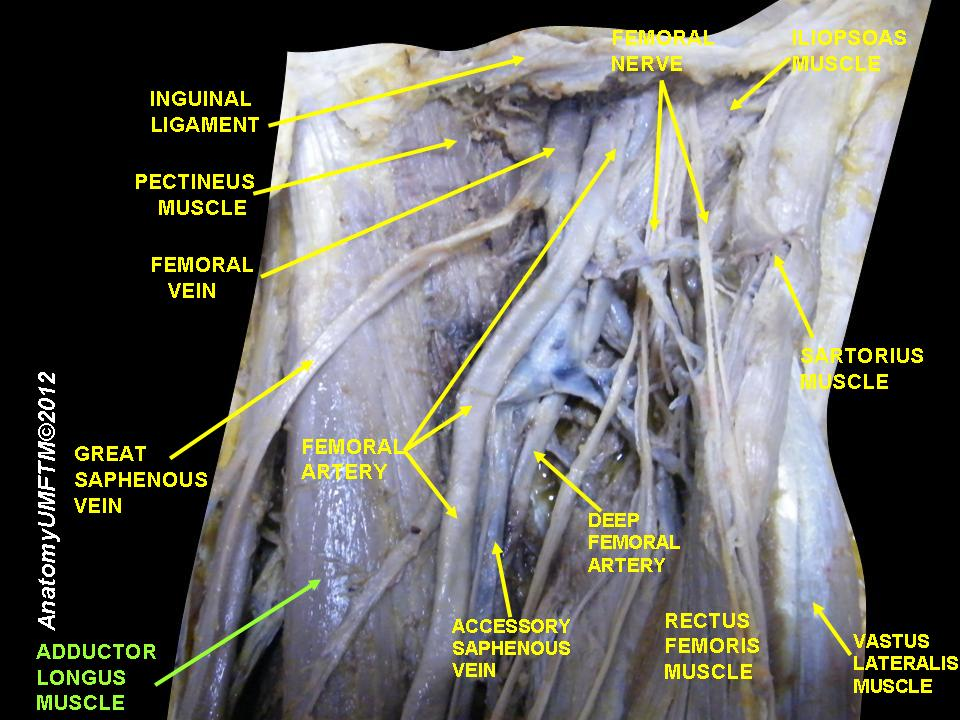
긴모음근
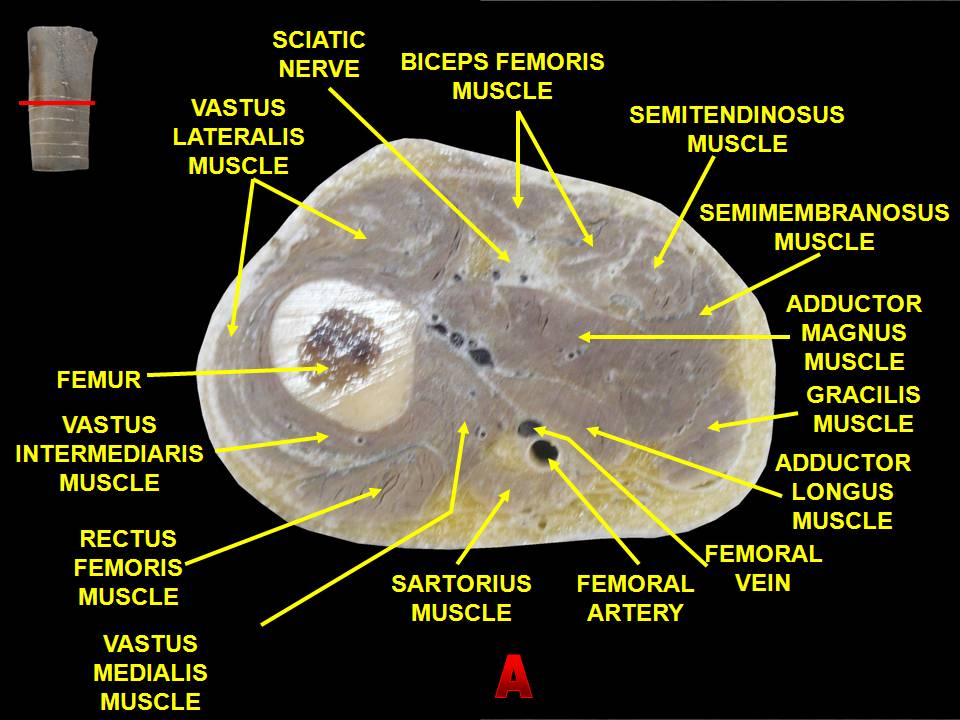
넓적다리 근육들의 단면
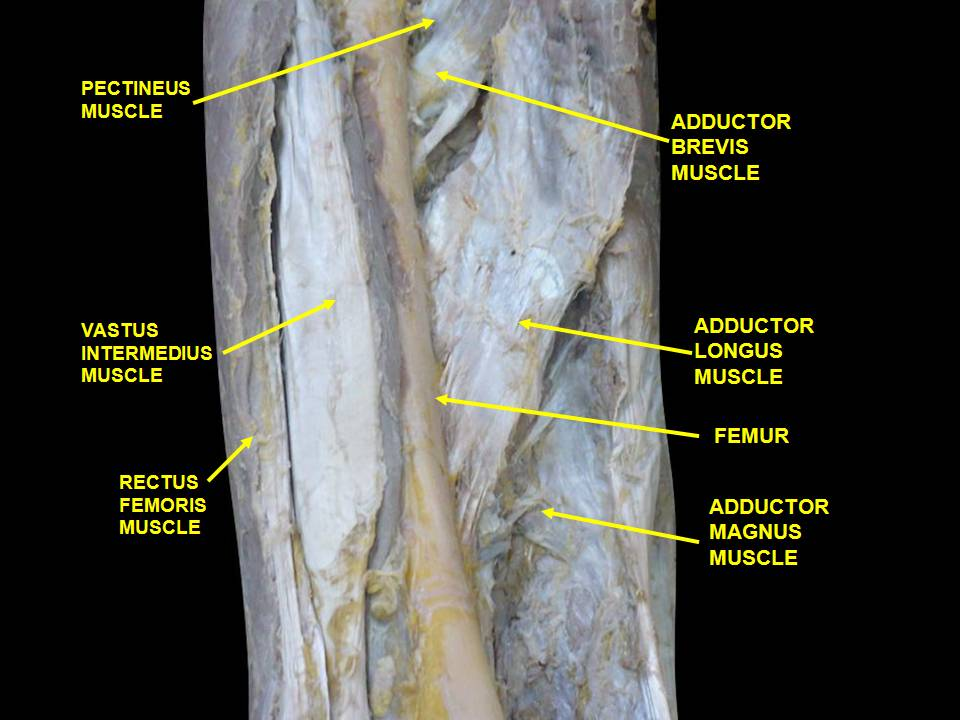
앞에서 본 넓적다리의 근육들